# Рюде
Рюде (нем. Rüde) — бывшая коммуна в Германии, в земле Шлезвиг-Гольштейн.
Входит в состав района Шлезвиг-Фленсбург. Подчиняется управлению Затруп. Население составляет 366 человек (на 31 декабря 2010 года). Занимает площадь 6,1 км².
С 1 марта 2013 года Рюде, Затруп и Хаветофтлойт объединены в муниципалитет Миттелангельн.